# Чада

Чада (тайск. ชฎา), монгкут (тайск. มงกุฎ) — головной убор, используемый в качестве символа монархической власти в странах Юго-Восточной Азии. Высокий головной убор имеет остроконечную форму, обычно он сделан из золота или позолоты и украшен драгоценными камнями. Он олицетворяет символ королевской власти как в Камбодже, так и Таиланде.
В традиционном тайском театре чаду используют актёры, играющие королевских особ. Аналогичный женский головной убор носит название монгкут.
Слово «чада» применяется как ассоциатор в названии 14-й буквы тайского алфавита дочада — ฎ.

## Этимология и происхождение
Различные виды короны возникли в качестве головных уборов, символизирующих «jaṭāmakuṭa». Спутанные волосы аскета, сформированные в форме короны, часто встречаются в иконографии Шивы и Авалокитешвара.